# Affoux
Affoux – miejscowość i gmina we Francji, w regionie Owernia-Rodan-Alpy, w departamencie Rodan.
Według danych na rok 2012 gminę zamieszkiwały 340 osoby, a gęstość zaludnienia wynosiła 32 osób/km² (wśród 2880 gmin regionu Rodan-Alpy Affoux plasuje się na 1425. miejscu pod względem liczby ludności, natomiast pod względem powierzchni na miejscu 1073.).